# Beck Bennett
Pour les articles homonymes, voir Bennett.
Beck Bennett est un acteur et scénariste américain, né le 1er octobre 1984 à Wilmette en Illinois.

## Biographie
Après avoir fini ses études en 2003, il rejoint le groupe d'improvisation et de sketch nommé Commedus Interruptus avec les comédiens Nick Rutherford et Kyle Mooney. Ils restent dans le groupe jusqu'en 2007 où ils décident de former un nouveau groupe humoristique nommé Good Neighbor avec un quatrième membre du nom de Dave McCary. En peu de temps et avec seulement quelques sketchs amusants, ils ont eu les louanges du réalisateur Steven Spielberg après qu'il a eu vu leur parodie de la scène du repas imaginaire du film Hook ou la Revanche du capitaine Crochet.
En 2011, Bennett a créé un Talk-show politique satirique du nom de Fresh Perspectives qui lui permet de se faire connaître par l'entreprise AT&T. Le groupe va l'embaucher pour leurs publicités où il va interviewer des enfants.
Il commence sa carrière au cinéma en 2012 avec le film Kill Me Now. Il joue ensuite dans Beside Still Waters de Chris Lowell en 2013. 
En mars 2013, il apparaît dans un épisode de C'est moi le chef ! et en août, il fait une voix dans le dessin animé Axe Cop, l’adaptation du webcomic éponyme du groupe de programme de FXX. Dès cette même année, il va avec son groupe Good Neighbor lancer un épisode pilote d'une série pour la chaîne Comedy Central et produit par la société de production Gary Sanchez Productions de Adam McKay. La série ne va finalement pas se faire car Beck Benett et ses collègues Kyle Mooney et Dave McCary vont devoir déménager à New York pour participer à de nombreux sketchs de l'émission Saturday Night Live où il va incarner de nombreuses personnalités. 
Il apparaît dans la saison 4 de Arrested Development et en 2014, il joue dans le film indépendant Balls Out.
À partir de 2017, il incarne la voix de Flagada Jones dans la série La Bande à Picsou.

## Filmographie

### Acteur

#### Cinéma
- 2012 : Kill Me Now : Todd
- 2012 : Acting Like Adults : Joshua
- 2013 : Beside Still Waters : Tom
- 2014 : Intramural : Dick
- 2015 : The Party's Over : Adam
- 2016 : Zoolander 2 : Geoff Mille
- 2016 : Tous en scène (Sing) : Lance
- 2016 : The Late Bloomer : Luke
- 2017 : Brigsby Bear : Détective Bander
- 2020 : Bill et Ted sauvent l'univers (Bill and Ted Face the Music) de Dean Parisot : Deacon
- 2021 : Les Mitchell contre les machines (The Mitchells vs. the Machines) : Eric (voix)
- 2023 : Nimona : Sir Thoddeus Sureblade (voix)
- 2024 : Unfrosted : L'épopée de la Pop-Tart (Unfrosted) de Jerry Seinfeld : Barney Stein
- 2025 : Fixed de Genndy Tartakovsky : Sterling (voix)

#### Télévision
- 2006 : Birnkrant 616 : The Suit (1 épisode)
- 2010 : Vicariously : un médecin (1 épisode)
- 2011 : Appleseed Elementary : M. Baily (5 épisodes)
- 2011 : The Street Fighter : Gary
- 2011-2014 : Next Time on Lonny : Eddie Velour (3 épisodes)
- 2012 : Money From Strangers (1 épisode)
- 2012 : YouCube : Chad (2 épisodes)
- 2013-En cours : Saturday Night Live : M. Patterson, Vladimir Poutine, Malcolm Turnbull, Jake Tapper, Jeb Bush, Mike Pence et autres personnages (164 épisodes)
- 2013 : C'est moi le chef ! (Last Man Standing) : l'agent de police (1 épisode)
- 2013 : Above Average Presents : Wise Lax Bro (4 épisodes)
- 2013 : Arrested Development (1 épisode)
- 2013 : Animation Domination High-Def (2 épisodes)
- 2013 : Axe Cop : un père (1 épisode)
- 2013 : Lucas Bros Moving Co : un livreur (1 épisode)
- 2015 : Big Time in Hollywood, FL : Ricky (1 épisode)
- 2017-2021 : La Bande à Picsou (DuckTales) : Flagada Jones (voix originale, 40 épisodes)
- 2017 : Master of None : Pilote d'hélicoptère (1 épisode)
- 2017 : Ghosted : Bob (1 épisode)
- 2019 : Shrill : Kevin O’Donnell / The Awesome (2 épisodes)
- 2021 : Close Enough : Luc (voix originale, épisode L'hôte infernale)
- 2021 : M.O.D.O.K. : Austin Van Der Sleet (voix originale)
- 2022 : Les Simpson (The Simpsons) : Grayson Mathers (voix originale, épisode Une Marge interminable)
- 2022 : Hamster et Gretel (Hamster & Gretel) : Hamster (voix originale)

### Scénariste
- 2007 : My Mom's a MILF
- 2007 : Is My Roommate Gay?
- 2008 : Outrageous Fan
- 2008 : Unbelievable Dinner
- 2009 : This Is How We Trip
- 2011 : Toast
- 2011-2012 : Fresh Perspectives (11 épisodes)